# Linkup
Linkup est un boys band français, aujourd'hui dissous, vainqueur de la troisième saison de Popstars (intitulée Popstars, le duel), une émission de téléréalité musicale diffusée sur M6, en 2003. Il est composé de Matthieu Tota, Lionel Tim et Otis Guilon, qui succèdent ainsi aux L5 et aux Whatfor.
L'un des trois membres, Matthieu Tota, poursuit aujourd'hui une carrière solo depuis 2004 sous le nom de M. Pokora.

## Histoire
Formé à la suite d'une audition nationale, le groupe sort dans la foulée de l'émission un album, Notre étoile, dont le premier single Mon étoile se classe premier du Top 50 en 2003.
Le single suivant, Une seconde d'éternité s'est classé à la vingtième place du Top 50 et leur duo avec le groupe britannique Blue sur le single You and me bubblin' a atteint la treizième place durant l’été 2004.
Le groupe se sépare ensuite à l'initiative de Matthieu Tota, qui l' annonce en août 2004 durant le dernier concert de leur tournée, à Bastia.

## L'après-Linkup
En 2004, Matthieu Tota entame une carrière solo sous le pseudonyme de M. Pokora (Matt Pokora pour son premier single) et sort plusieurs albums à succès, devenant un chanteur phare de la jeune génération en France, récompensé par plusieurs prix, dont de nombreux NRJ Music Awards (dont il est le recordman de victoires).
Au printemps 2005, Lionel Tim est l'un des finalistes pour représenter la France au Concours Eurovision de la chanson, mais échoue face à Ortal. La même année, il sort son premier single, Je m'envole, sans succès. Un deuxième single, Vivre avec toi, paraît fin 2006. Il est signé des mêmes auteurs que Mon étoile, le premier single du groupe, mais ne rencontre pas non plus son public. À partir de la fin des années 2010, il devient chauffeur de salle pour la télévision, d'abord dans l'émission La Toile infernale diffusée sur Canal J. Il participe également à La France a un incroyable talent (sur M6), ou La Nouvelle édition (sur C8). Dans cette dernière émission, il est progressivement mis en avant, jusqu'à co-animer la séquence du Karaotweet avec Daphné Bürki. Il suit Daphné Bürki dans Je t'aime, etc. et devient également chauffeur de salle de Touche pas à mon poste !.
Lionel Tim fait partie de l'orchestre Festival Mibely, avec lequel il anime des mariages. Il est aussi chauffeur de salle pour l'émission La France a un incroyable talent.
Il est également à l'origine de la pièce de théâtre À mon etoile, écrite par Franck le Hen, dans laquelle il tient le premier rôle.
Otis a quant à lui arrêté la musique, il est encore modèle et exerce comme aide-soignant dans un Ehpad à Montargis.

## Retour raté
En novembre 2022, réagissant à des propos de Lionel Tim, M. Pokora ferme la porte à une re-formation éphémère du groupe pour en fêter les 20 ans.

## Discographie

### Album
- Notre étoile

Sorti en novembre 2003, l'album se classe 3e du Top albums et sera certifié double disque d'or avec plus de 200 000 ventes. Le premier single Mon étoile est certifié disque d'or.
- Liste des titres :
  - 1. Mon étoile
  - 2. Une seconde d'éternité
  - 3. Je ne t'ai pas oubliée
  - 4. It's only uh uh (Tu es à moi)
  - 5. Le clash
  - 6. Si j'avoue
  - 7. Les séries américaines
  - 8. Mes ex
  - 9. Ça arrive
  - 10. Cowboys
  - 11. Ça l'fait comme ça
  - 12. Une histoire qui roule bien

### Singles
- 2003 : Mon étoile
- 2003 : Une seconde d'éternité
- 2004 : You and me bubblin' , avec Blue